# ココボロ

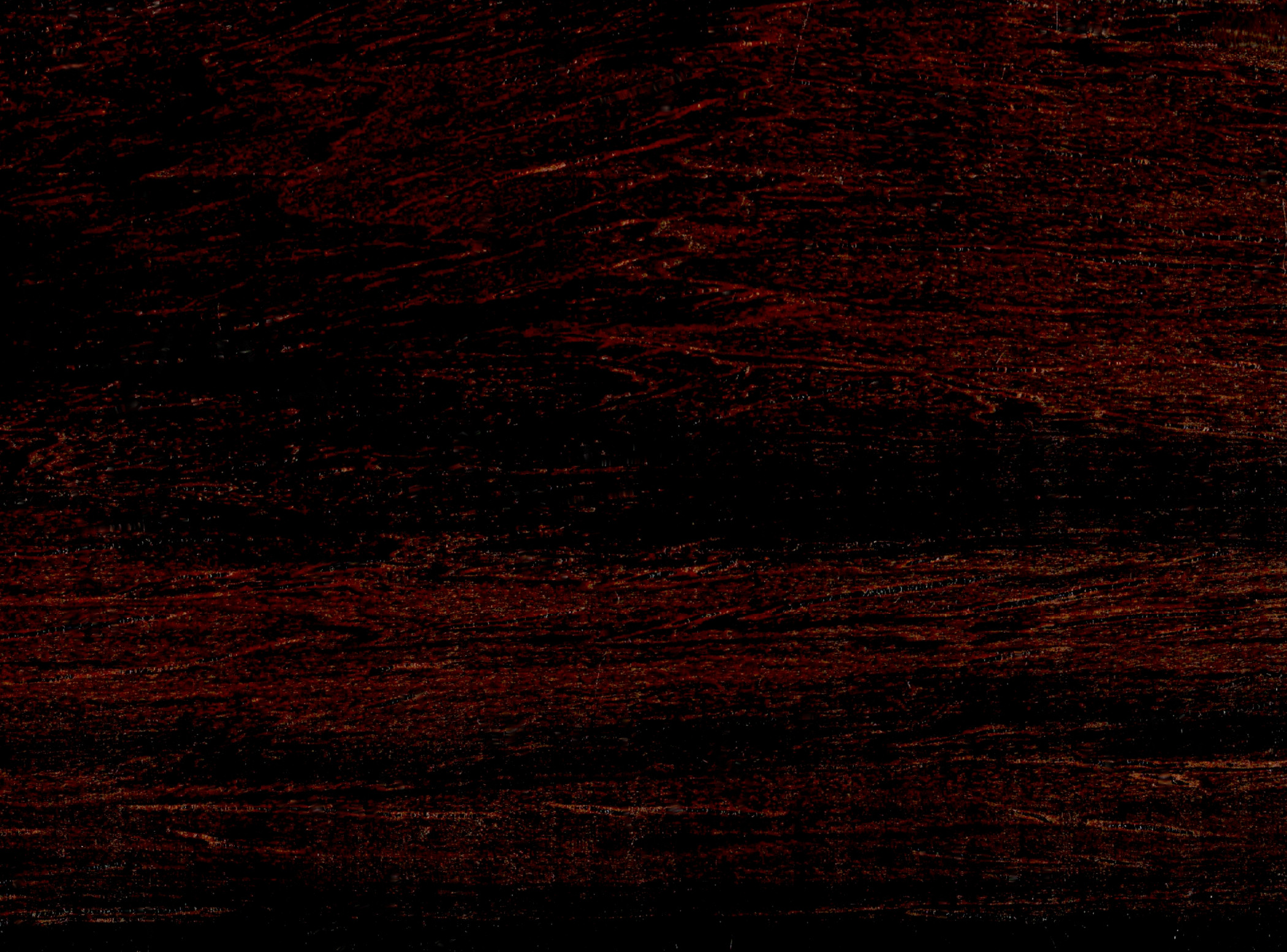
ココボロ材

ココボロ（cocobolo）は、中米原産のツルサイカチ属の植物ダルベルギア・レトゥサ（Dalbergia retusa Hemsl.）および D. granadillo Pittier の心材として得られる木材である。ただしギブス (2005)、ウォーカー (2006)、村山 (2013)、河村・西川 (2014) ではココボロ材を得られる樹木として示されているのはダルベルギア・レトゥサのみである。
ダルベルギア・ニグラ（D. nigra、通称: ブラジリアンローズウッド、附属書Iに記載）を除くツルサイカチ属の種全体が2017年10月4日から有効となっているワシントン条約附属書IIに記載されているため、ココボロに関しても附属書IIが適用される。
主に楽器材やナイフの柄、象嵌細工、ろくろ加工品などに用いられる（参照: #用途）。

## 語源
ココボロの語はアラワク語の kakabali に由来し、スペイン語を経由して英語に流入したとする説がある。

## 外観

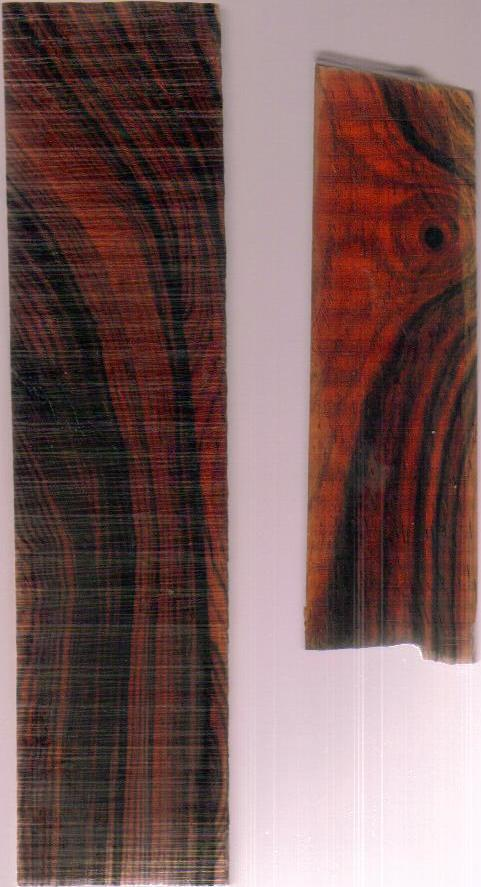
ココボロ材

ココボロ材の外観に関しては、同属のローズウッドとは全く色調が異なり、切断直後の心材は黄橙色から深みのある赤色の地でこれに黄色や橙色、赤レンガ色の斑上の筋や斑紋が見られるが、空気に触れればすぐ橙色に変わり、時間が経過するにつれて深みのある赤橙色の地に濃色の筋と斑紋が入った状態、要は赤黒く落ち着いた色合いとなる。辺材は心材とは明らかに異なりほとんど白色に近いか真っ白で、ウッドターニング愛好者はこの白さを生かすことが多い。木理は通直のものもあれば不規則なものもあるなど多様で、時には波状である場合もある。

## 性質
性質に関しては、気乾比重が0.98-1.20（平均1.09）の「沈木」で重くて硬いが、ろくろ、切削、鉋のどれでも加工はしやすい。このように手道具であっても機械であっても加工性は悪くはないが、少し刃先を鈍磨させる性質を持つので刃先は常に鋭く研摩しておく必要がある。乾燥はゆっくりと進み、その間に干割れや表面割れが起こりやすいが、乾燥後の寸度安定性は非常に高い。ウォーカー (2006) は、機械工具を当てると精油が柔らかな芳香を放つとしているが、木工家の河村寿昌によれば匂いに関しては「あまり心地よくない、強い酸っぱさ」が感じられる。細かい木屑で皮膚が橙色に染まったり、かゆみを伴う炎症を起こしたりする場合があるので作業の際は注意を要する。剛性（木材の弾力性を表す尺度）は高い。油性も高いので接着性は良くないものの、油分が多いがためにろくろ加工の際はむしろサクサク削れていき、丁寧に作業を行えば素晴らしく滑らかな表面仕上がりとなり、大理石のような冷たい触感も生まれる。ろくろ細工に理想的な木材である。心材は耐久性があり、保存薬剤による処理は難しい。乾燥品はくすんだ色をしているが、ニスで仕上げると鮮やかなオレンジ色・朱色または赤褐色になり、木目が美しい。

## 用途

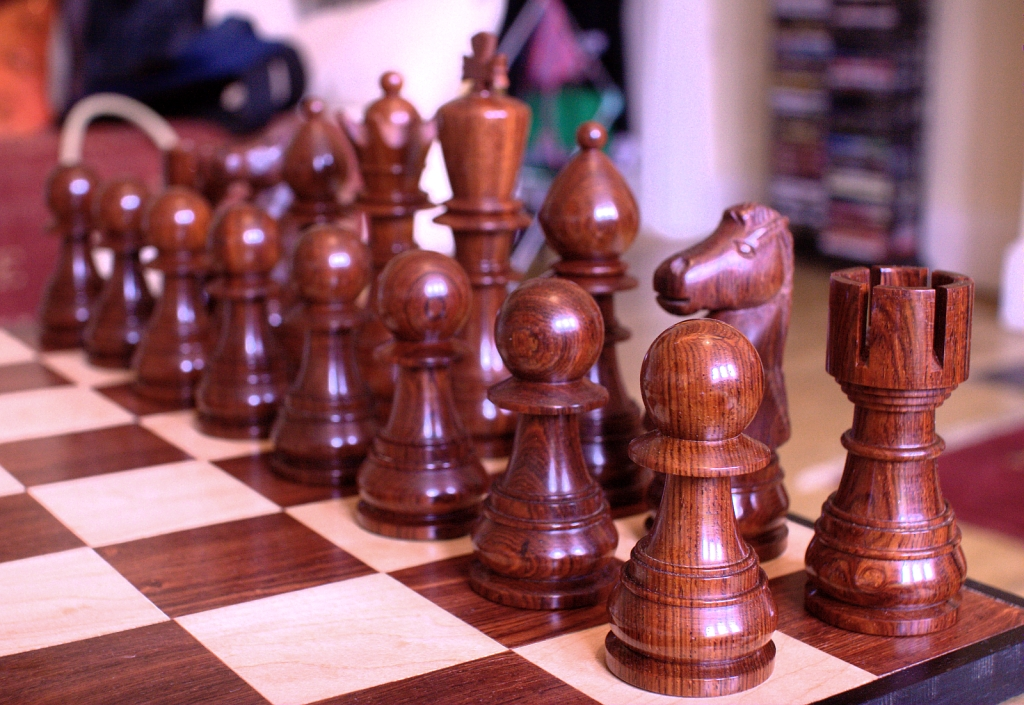
ココボロで製作されたチェス駒

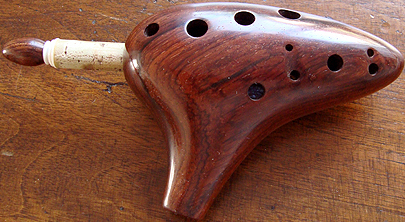
ココボロ製オカリナ

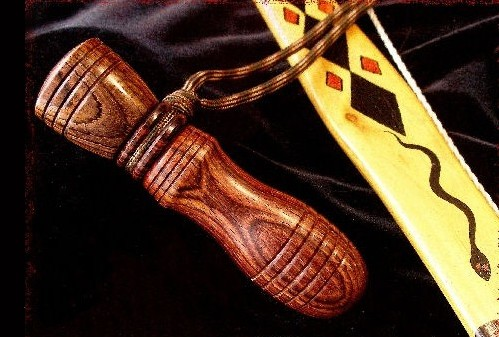
ココボロ製の圧気発火器

用途は、油分の多さや耐久性の高さ、防水性を生かしてナイフなどの食器類の柄、道具の柄、ブラシの柄、職杖、ボーリングの球などに加工される。また彫刻や木彫りにも高い適性が認められ、チェスの駒、宝石箱、象嵌細工の小箱などの小さな木工品に使われるが、ギターなどの楽器材としても使われる。ほかに旋盤やろくろ加工品全般、美観に優れていることからスライスカットされて象嵌用の上質な化粧単板として装飾性の高い家具や羽目板にも用いられる。銃器の把や幅1メートル以上の大きな材もとれるため、建具や家具、建築材にも使われている。

## 備考
パナマでは観光客向けの店でココボロ材から作られた彫刻が見られる。また日本においては、ダルベルギア・レトゥサから得られたココボロ材を他のツルサイカチ属植物のシタン（Dalbergia cochinchinensis; 通称あるいは商業名: パイオン）やマルバシタン（学名: D. latifolia; 通称あるいは商業名: インドローズ）と共に仏壇に用いるための「本紫檀」として表示することが可能となっている。